# Средња школа „28. јуни”
ЈУ Средња школа "28. јуни" је средња стручна школа која је 1993. године основана на подручју Српског Сарајева.

## Историјат
ЈУ Средња школа "28. јуни" почиње са радом у септембру 1993. године на два локалитета општине Српско Ново Сарајево и то у учионицама Основне школе "Бане Шурбат" на Грбавици и у учионицама Електротехничког факултета у Лукавици као Средња школа Ново Сарајево.
Министарство образовања, науке и културе Републике Српске је 1. 9. 1993. године је издало Рјешење којим је утврђено да су испуњени услови за оснивање Средње школе Ново Сарајево.
Школске 1993/94. године уписано је 230 ученика у пет образовних струка:
- Гимназија
- Електротехника
- Машинство
- Економско-комерцијална струка
- Здравствена струка

Те године обезбијеђени су просторни и кадровски услови за рад. Формирано је десет одјељељења а прво Наставничко вијеће бројало је 50 професора.

## Први школски одбор
У новембру 1993. године, Рјешењем Министарства образовања, науке и културе, именован је први Школски одбор. Чланови првог Школског одбора Средња школа Ново Сарајево су били: 
- Благоје Јеремић, дипломирани правник - представник СО Српско Ново Сарајево
- Ранко Радоња - представник СО Српско Ново Сарајево
- Данило Шкрба - представник родитеља
- Млађенка Пандуревић - представник Наставничког вијећа
- Добрила Шешум - представник Наставничког вијећа